# Kvant (tạp chí)
Kvant (tiếng Nga: «Квант») là tạp chí khoa học thường thức toán-lý dành cho học sinh, sinh viên, giáo viên và đông đảo bạn đọc khác. Tạp chí này ra đời từ năm 1970 ở Liên Xô và sau này được Nga tiếp tục phát hành. Đây là dự án kết hợp giữa Viện Hàn lâm Khoa học Liên Xô và Viện Hàn lâm Khoa học Sư phạm Liên Xô. Trong thời kì Xô-viết, nhà xuất bản Nauka (khoa học) đã phát hành khoảng 200 000 bản. Tạp chí Kvant rất nổi tiếng và đã được dịch ra nhiều thứ tiếng khác nhau trên toàn thế giới, trong đó có tiếng Anh, tiếng Pháp, tiếng Hy Lạp, tiếng Việt.

## Lịch sử
Ý tưởng tạp chí Kvant đã được Pyotr Kapitsa đưa ra. Những biên tập viên chính đầu tiên của tạp chí là nhà vật lý Isaak Kikoin và nhà toán học Andrei Kolmogorov. Vào năm 1985 ban biên tập gồm có 18 viện sĩ và viện sĩ thông tấn của Viện Hàn lâm Khoa học Liên Xô và Viện Hàn Lâm Khoa học Sư phạm Liên Xô, 14 tiến sĩ khoa học và 20 tiến sĩ.
Theo đánh giá của các chuyên gia UNESCO, vào năm 1985, tạp chí Kvant là tạp chí duy nhất trong thể loại của nó.
Cho tới những năm 199x, hàng tháng tạp chí phát hành 250-350 ngàn bản, nhưng sau đó số lượng ấn bản bị giảm xuống nhanh chóng chỉ còn vài ngàn. Hiện nay mỗi số tạp chí được phát hành khoảng 5000 bản hai tháng một lần.
Bản dịch những bài báo chọn lọc từ tạp chí Kvant đã được xuất bản trong tạp chí Quantum (bằng tiếng Anh), sau đó từ bản tiếng Anh người ta dịch tiếp và phát hành bằng tiếng Hy Lạp từ năm 1993 đến năm 2001. Có hai cuốn sách tổng hợp các bài viết chọn lọc từ tạp chí Kvant được xuất bản bằng tiếng Pháp. Vào năm 1999 Hội Toán học Hoa Kỳ (American Mathematical Society) đã phát hành bản dịch các bài báo chọn lọc lấy từ tạp chí Kvant về đại số và giải tích là hai tập trong seri Thế giới Toán học (Mathematical World). Còn có một tập nữa được phát hành năm 2002 bao gồm các bản dịch các bài báo chọn lọc về tổ hợp.
Tất cả các kỳ tạp chí từ năm 1970 đến năm 2010 hiện nay đã có bản điện tử trực tuyến.

### Tiếng Nga
- Trang tòa soạn tạp chí Kvant
- Kho lưu trữ tài liệu tạp chí Kvant
- Thư viện "Kvant"

### Tiếng Việt
- Mathvn.org, Dịch thuật và thảo luận về tạp chí Kvant về phần Toán học Lưu trữ ngày 8 tháng 8 năm 2017 tại Wayback Machine
- Vatlyvietnam.org, Dịch thuật và thảo luận về tạp chí Kvant về phần Vật lý Lưu trữ ngày 26 tháng 10 năm 2011 tại Wayback Machine